# Jürgen Kellermann
Jürgen Kellermann ( n. 1972 ) es un botánico y profesor australiano. Es botánico sénior del Herbario de Estado de Australia del Sur
Se desempeña en la Biología de la flora de Australia, y en taxonomía de Rhamnaceae, de Australia.
Obtuvo su doctorado por la Universidad de Melbourne, defendiendo su tesis: The Australian Stellate-haired Rhamnaceae: a Systematic Study of the Tribe Pomaderreae.

## Algunas publicaciones

### Libros
- jürgen Kellermann. 2007. The Australian stellate-haired rhamnaceae: a systematic study of the Pomaderreae. Editor Univ. of Melbourne, School of Botany, 606 pp.

## Honores
Editor de
- nueva quinta edición de Flora of South Australia
- Journal of the Adelaide Botanic Gardens, una de las cinco revistas publicadas de sistemática Australian Herbaria.
- La abreviatura «Kellermann» se emplea para indicar a Jürgen Kellermann como autoridad en la descripción y clasificación científica de los vegetales.[1]